# Sant Aleix de Montsor
Sant Aleix de Montsor era una capella o ermita romànica del poble de Montsor, pertanyent al municipi de la Pobla de Segur, a la comarca del Pallars Jussà.